# Perlesta nitida
Perlesta nitida és una espècie d'insecte plecòpter pertanyent a la família dels pèrlids.

## Distribució geogràfica
Es troba a Nord-amèrica: Connecticut, Indiana, Kentucky, Massachusetts, Ohio i Pennsilvània.